# Ärla
Pour les articles homonymes, voir Arla.
Ärla est une localité suédoise située dans la commune d'Eskilstuna à l'Ouest de Stockholm.